# Yeung Man Wai
Cecilia Yeung Man Wai (née le 18 septembre 1994) est une athlète de Hong Kong, spécialiste du saut en hauteur, et mannequin.

## Carrière
Lors de l'Asian Grand Prix 2017 à Taipei, elle porte son record personnel à 1,88 m. En juillet, elle remporte la médaille d'argent lors des Championnats d'Asie à Bhubaneswar. Son objectif est de devenir la première athlète hongkongaise à participer au saut en hauteur aux Jeux olympiques en se qualifiant pour l'édition de 2020.
Elle termine 5e des Jeux asiatiques de Jakarta, le 29 août 2018, avec 1,80 m.
Également mannequin reconnue à Hong Kong, elle défile en compagnie de Rénelle Lamote, Vashti Cunningham, Dina Asher-Smith, Nafissatou Thiam, Caterine Ibargüen, Katarina Johnson-Thompson et English Gardner à la Fashion Week de Paris le 27 septembre 2018 pour le casting Off-White printemps / été 2019 de Virgil Abloh.

## Palmarès
| Date | Compétition                  | Lieu        | Résultat | Marque |
| ---- | ---------------------------- | ----------- | -------- | ------ |
| 2016 | Championnats d'Asie en salle | Doha        | 6e       | 1,70 m |
| 2017 | Championnats d'Asie          | Bhubaneswar | 2e       | 1,80 m |
| 2017 | Universiade                  | Taipei      | 8e       | 1,84 m |
| 2017 | Jeux asiatiques en salle     | Achgabat    | 3e       | 1,83 m |
| 2018 | Championnats d'Asie en salle | Téhéran     | 7e       | 1,70 m |
| 2018 | Jeux asiatiques              | Jakarta     | 5e       | 1,80 m |

## Records
| Épreuve         | Épreuve   | Marque | Lieu     | Date              |
| --------------- | --------- | ------ | -------- | ----------------- |
| Saut en hauteur | Plein air | 1,88 m | Taipei   | 30 avril 2017     |
| Saut en hauteur | En salle  | 1,83 m | Achgabat | 18 septembre 2017 |